# Gotland (1933)
Gotland byl lehký křižník švédského námořnictva kombinovaný s nosičem hydroplánů. Jiné označení plavidla je letadlový křižník. Během služby byl přestavěn na protiletadlový křižník. Po válce sloužil hlavně k výcviku. Vyřazen byl roku 1960 a v roce 1962 byl prodán do šrotu.

## Stavba

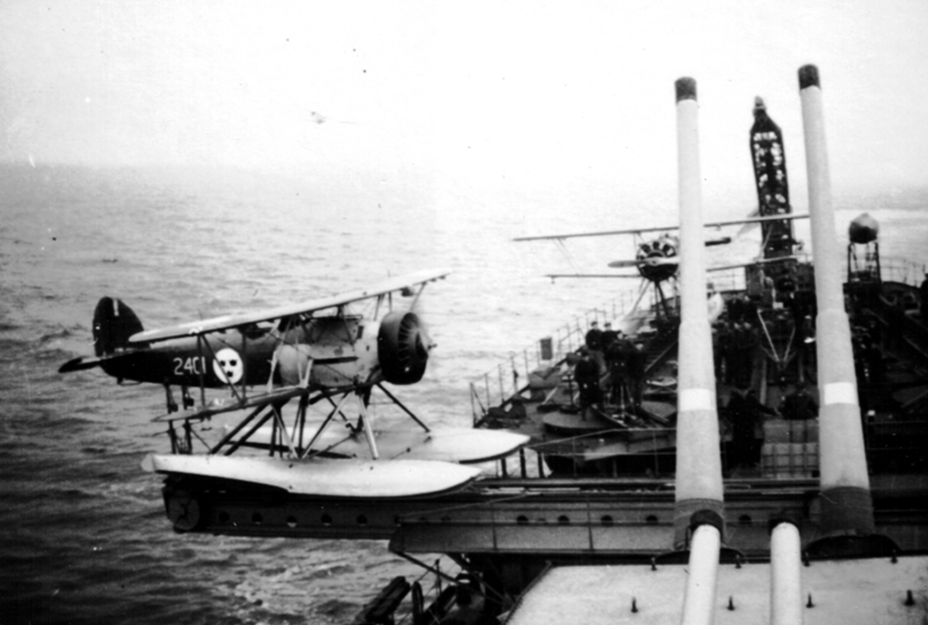
Dvojice palubních hydroplánů Hawker Osprey

Křižník postavila loděnice Götaverken v Göteborgu. Kýl plavidla byl založen roku 1930, roku 1933 byl trup spuštěn na vodu a 14. prosince 1934 byl Gotland zařazen do služby.

## Konstrukce

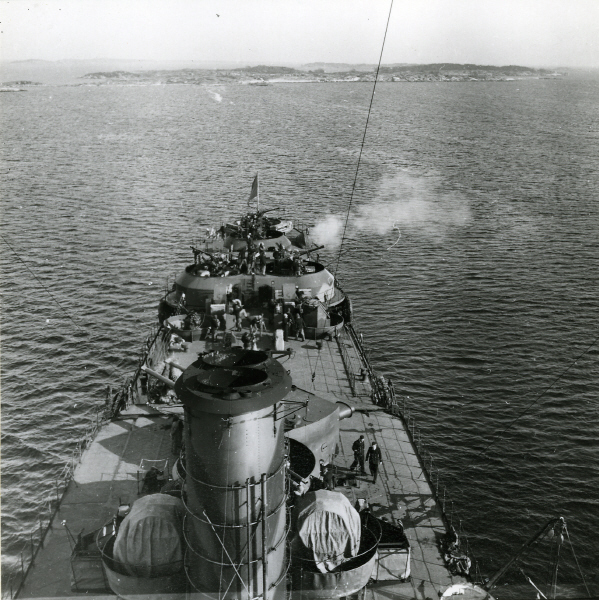
Gotland jako protiletadlový křižník

Křižník byl původně dokončen v podobě kombinující lehký křižník a nosič hydroplánů. Hlavní výzbroj křižníků tvořilo šest 152mm kanónů umístěných ve dvou dvoudělových a dvou jednohlavňových věžích. Křižník dále nesl čtyři 75mm kanóny, čtyři 25mm kanóny, čtyři 8mm kulomety a dva trojhlavňové 533mm torpédomety. V případě potřeby mohl naložit až 100 námořních min. 
Záď křižníku byla vyhrazena pro provoz hydroplánů Hawker Osprey, kterých loď mohla nést až devět (obvykle šest). Letecký katapult v rozložené poloze měl dráhu dlouhou 22 metrů, po které byly letouny poháněny pomocí stlačeného vzduchu rychlostí 100 km/h. Na zadní straně paluby byl umístěn jeřáb, který byl používán k opětovnému zvednutí letadla na palubu po přistání na vodní hladině.
V letech 1943–1944 byl Gotland přestavěn na protiletadlový křižník. Poté nesl šest 152mm kanónů, čtyři 75mm kanóny, osm 40mm kanónů a 16 kusů 25mm kanónů.
Pohonný systém tvořily čtyři kotle Penhoet a dvě parní turbíny De Laval. Lodní šrouby byly dva. Nejvyšší rychlost dosahovala 28 uzlů.

## Bojová služba
Vybavená loď procházela zkouškami od 25. srpna 1934, po kterých byla uvedena do provozu 14. prosince 1934. V roce 1935 se Gotland připojil k ostatním lodím švédské flotily v jejich každodenních mírových operacích. V prosinci 1935 se loď vydala na svou první zahraniční návštěvu. Křižník v meziválečném období často podnikal zdvořilostní návštěvy jiných zemí; v červnu a červenci 1939 navštívil např. Bordeaux ve Francii a Southampton v Anglii. Po vypuknutí druhé světové války začal Gotland pravidelně hlídkovat v Baltském moři a v oblastech Skagerrak a Kattegat. V té době byla vojenská užitečnost Gotlandu jako nosiče hydroplánů prakticky nulová, hydroplány byly zastaralé a celé Baltské moře bylo v dosahu letounů z pozemních letišť, které měly mnohem lepší výkon. Přesto Gotland pokračoval v hlídkách a sloužil také jako cvičná loď.  
Během výcviku v Kattegatu dne 20. května 1941 byly spatřeny německá bitevní loď Bismarck a těžký křižník Prinz Eugen na začátku německé operace Operace Rheinübung, jejímž cílem bylo proniknutí obou lodí do Atlantského oceánu za účelem napadání spojeneckých lodí a konvojů. Pozorování bylo nahlášeno na velitelství švédského námořnictva a zprávu obdržel také britský námořní atašé, který ji obratem předal britské admiralitě do Londýna. Byla to první zpráva, že Bismarck a Prinz Eugen jsou na cestě do Atlantiku, čímž se spustilo jejich sledování a vyvolalo bitvu v Dánském průlivu a spojenecké pronásledování. Bismarck byl nakonec britským loďstvem dostižen a 27. května 1941 potopen, Prinz Eugen unikl a dorazil 1. 6. 1941 do přístavu Brest.
V letech 1943–1944 byl Gotland přestavěn na protiletadlový křižník.  
Po skončení druhé světové války pokračoval Gotland v tradici zdvořilostních návštěv zahraničních přístavů. V roce 1953 prošla loď další modernizací. Loď dostala moderní elektronické vybavení v podobě britských radarů typu 262 a 293 a sonaru typu 144. Takto modernizovaný Gotland dostal novou funkci jako námořní loď řídící stíhací letouny.  V roce 1956 se loď vydala na svou poslední zahraniční plavbu a do roku 1960 zůstala pouze ve švédských pobřežních vodách. Gotland byl přeřazen do zálohy, v roce 1962 byl prodán do šrotu a sešrotován byl o rok později.